# Saint-Arnoult-des-Bois
Saint-Arnoult-des-Bois – miejscowość i gmina we Francji, w Regionie Centralnym, w departamencie Eure-et-Loir. Nazwa miejscowości pochodzi od imienia św. Arnulfa, Arnolfa.
Według danych na rok 1990 gminę zamieszkiwało 646 osób, a gęstość zaludnienia wynosiła 31 osób/km² (wśród 1842 gmin Regionu Centralnego Saint-Arnoult-des-Bois plasuje się na 575. miejscu pod względem liczby ludności, natomiast pod względem powierzchni na miejscu 631.).